# Shūgiin-Wahl 2005
- KPJ: 9
- SDP: 7
- DPJ: 113
- Nippon: 1
- Unabh.: 18
- NVP: 4
- Daichi: 1
- Kōmeitō: 31
- LDP: 296

Die Shūgiin-Wahl 2005 fand am 11. September 2005 statt. Sie war die 44. Wahl zum Shūgiin, dem japanischen Unterhaus. Im Streit um die Privatisierung der japanischen Post waren Abgeordnete der Liberaldemokratischen Partei (LDP) von Premierminister Jun’ichirō Koizumi ausgeschlossen worden und gründeten die Neue Volkspartei und die Neue Partei Japan. Koizumi löste das Parlament auf und stellte bei den Neuwahlen starke, loyale Kandidaten, sogenannte „Attentäter“, gegen diese „Rebellen“ auf. Er betrachtete die Wahlen als Referendum über seinen Reformkurs.

## Beteiligung und Ergebnis
Die Wahlbeteiligung betrug 67,51 % bei der Direktwahl und 67,46 % bei der Verhältniswahl.
| Partei | Partei                       | Wahlkreise     | Wahlkreise | Wahlkreise | Verhältniswahl | Verhältniswahl | Verhältniswahl | Sitze gesamt | Änderung         | Änderung                         |
| ------ | ---------------------------- | -------------- | ---------- | ---------- | -------------- | -------------- | -------------- | ------------ | ---------------- | -------------------------------- |
| Partei | Partei                       | Stimmen        | Anteil     | Sitze      | Stimmen        | Anteil         | Sitze          | Sitze gesamt | zur letzten Wahl | zur Zusammensetzung vor der Wahl |
|        | Liberaldemokratische Partei  | 32.518.389,918 | 47,77 %    | 219        | 25.887.798     | 38,18 %        | 77             | 296          | +59              | +84                              |
|        | Kōmeitō                      | 981.105,000    | 1,44 %     | 8          | 8.987.602      | 13,25 %        | 23             | 31           | −3               | −3                               |
|        | Demokratische Partei         | 24.804.786,739 | 36,44 %    | 52         | 21.036.425     | 31,02 %        | 61             | 113          | −64              | −64                              |
|        | Kommunistische Partei Japans | 4.937.375,030  | 7,25 %     | 0          | 4.919.817      | 7,25 %         | 9              | 9            | 0                | 0                                |
|        | Sozialdemokratische Partei   | 996.007,697    | 1,46 %     | 1          | 3.719.522      | 5,49 %         | 6              | 7            | +1               | +2                               |
|        | Neue Volkspartei             | 432.679,000    | 0,46 %     | 2          | 1.183.073      | 1,74 %         | 2              | 4            | +4               | 0                                |
|        | Neue Partei Japan            | 137.172,000    | 0,20 %     | 0          | 1.643.506      | 2,42 %         | 1              | 1            | +1               | −2                               |
|        | Neue Partei Daichi           | 16.698,000     | 0,02 %     | 0          | 433.938        | 0,64 %         | 1              | 1            | +1               | +1                               |
|        | Unabhängige und Sonstige (*) | 3.242.078,540  | 4,76 %     | 18         | -              | -              | -              | 18           | +1               | −14                              |
| Summe  | Summe                        | 68.066.291,924 | 100 %      | 300        | 67.811.069     | 100 %          | 180            | 480          | 0                | +4 (Vakanzen)                    |

(*) Von den 18 gewählten unabhängigen Kandidaten waren 13 Postprivatisierungsgegner/„Rebellen“
Zur Erklärung der Kommastellen bei den Wahlergebnissen, siehe Wahlen in Japan: „proportionale Bruchteilstimmen“.

### Regionale Übersicht
| Block              | Wahlkreise | Wahlkreise | Wahlkreise        | Verhältniswahlsitze | Verhältniswahlsitze | Verhältniswahlsitze | Verhältniswahlsitze | Verhältniswahlsitze | Verhältniswahlsitze |
| ------------------ | ---------- | ---------- | ----------------- | ------------------- | ------------------- | ------------------- | ------------------- | ------------------- | ------------------- |
| Block              | LDP        | DPJ        | Sonstige          | LDP                 | DPJ                 | Kōmei               | KPJ                 | Sonstige            |                     |
| Hokkaidō           | 4          | 8          | 0                 | 3                   | 3                   | 1                   | 0                   | Daichi 1            |                     |
| Tōhoku             | 17         | 7          | Unabh. 1          | 6                   | 5                   | 1                   | 1                   | SDP 1               |                     |
| Nord-Kantō         | 27         | 4          | Unabh. 1          | 9                   | 7                   | 2                   | 1                   | SDP 1               |                     |
| Tokio              | 23         | 1          | Kōmei 1           | (8→)7               | 6                   | 2                   | 1                   | SDP (0→)1           |                     |
| Süd-Kantō          | 28         | 2          | Kōmei 1, Unabh. 3 | 10                  | 7                   | 3                   | 1                   | SDP 1               |                     |
| Hokuriku-Shin’etsu | 13         | 5          | NVP 1, Unabh. 1   | 5                   | 4                   | 1                   | 0                   | NVP 1               |                     |
| Tōkai              | 21         | 10         | Unabh. 2          | 9                   | 8                   | 3                   | 1                   | 0                   |                     |
| Kinki              | 34         | 8          | Kōmei 6           | 11                  | 9                   | 4                   | 3                   | SDP 1, Nippon 1     |                     |
| Chūgoku            | 16         | 2          | NVP 1, Unabh. 1   | 5                   | 3                   | 2                   | 0                   | NVP 1               |                     |
| Shikoku            | 11         | 1          | Unabh. 1          | 3                   | 2                   | 1                   | 0                   | 0                   |                     |
| Kyūshū             | 25         | 4          | SDP 1, Unabh. 8   | 9                   | 7                   | 3                   | 1                   | SDP 1               |                     |
| Summe              | 219        | 52         | 29                | 77                  | 61                  | 23                  | 9                   | 10                  |                     |

Im Verhältniswahlblock Tokio hatte die LDP zu wenige Kandidaten nominiert, ein Sitz ging an die SDP.

## Auswirkungen
Der Erdrutschsieg der Regierungskoalition aus Liberaldemokratischer Partei und Kōmeitō stärkte Premierminister Koizumi, der die Postprivatisierung wie geplant durchführen konnte. Außerdem gewann die Koalition eine Zweidrittelmehrheit der Sitze, was ihr die Möglichkeit gibt, nötigenfalls das Oberhaus zu überstimmen. Der Vorsitzende der Demokratischen Partei Katsuya Okada trat nach den hohen Verlusten seiner Partei zurück.
Bei der Wahl erhielten 43 Frauen Sitze, d. h. knapp 9 %, und übertraf damit erstmals den Frauenanteil der Shūgiin-Wahl 1946, als das Frauenwahlrecht eingeführt wurde und viele (männliche) Politiker mit einem Ämterverbot belegt waren.